# 前鈍内マティアスエルナン
前鈍内マティアス エルナン（まえどんちマティアス エルナン, Mayedonchi Matias Hernan, 1989年2月18日 - ）は、アルゼンチン出身で日本国籍のフットサル選手。日本フットサルリーグ（Fリーグ）のボルクバレット北九州所属。ポジションはFP。フットサル日本代表。左足の強烈なシュートが持ち味。

## 経歴
アルゼンチンの首都ブエノスアイレス生まれ。埼玉栄高等学校ではサッカー部でプレーし、2009年には新設された名古屋オーシャンズサテライトに加入。2010年8月に国籍をアルゼンチンから日本に変更し、外国人枠の適用外となったことでサテライトからトップチームに昇格した。2013年4月には右膝半月板を負傷し、右膝関節の関節鏡手術を行って全治1カ月と診断された。2013-14シーズンには31試合13得点。2014年8月20日のフウガドールすみだ戦では右第5中足骨基部骨折して全治約3カ月と診断された。
2013年3月には関口優志とともに日本代表に初招集されてスペイン遠征に参加。2014年4月には負傷した森岡薫の代役で日本代表の名古屋合宿に参加したが、直後の2014 AFCフットサル選手権に臨むメンバーには復帰した森岡が選出され、前鈍内は選考外となった。2014年12月のクロアチア戦で日本代表公式戦デビューした。2014-15シーズン第24節ではFリーグ通算100試合出場を達成した。
2015年7月27日には名古屋市内で万引き犯の現行犯逮捕に協力し、8月には名古屋市の東警察署長から感謝状を贈呈された。

## 所属クラブ

### サッカー
- Club Atlético Huracán ( Inferiores )
- Club Bristol, Parque Patricios
- 埼玉栄高等学校

### フットサル
- 2009-2010 名古屋オーシャンズサテライト
- 2010-2017 名古屋オーシャンズ
- 2017-2019 アグレミーナ浜松
- 2019-2021 シュライカー大阪
- 2021-2021 ボルクバレット北九州
- 2009-2013 日本代表　U-21,U-24
- 2013-2019 日本代表
- ー 神奈川選抜

## タイトル
- AFCフットサルクラブ選手権 : 2回
  - 2011、2014
- Fリーグ : 5回
  - 2010-11、2011-12、2012-13、2013-14、2014-15
- 全日本選手権 PUMA CUP : 3回
  - 2013、2014、2015
- Fリーグ オーシャンカップ : 5回
  - 2010、2011、2012、2013、2014

## 個人成績
| 国内大会個人成績 | 国内大会個人成績 | 国内大会個人成績 | 国内大会個人成績 | 国内大会個人成績 | 国内大会個人成績 | 国内大会個人成績 | 国内大会個人成績 | 国内大会個人成績 | 国内大会個人成績 | 国内大会個人成績 | 国内大会個人成績 |
| 年度             | クラブ           | 背番号           | リーグ           | リーグ戦         | リーグ戦         | リーグ杯         | リーグ杯         | オープン杯       | オープン杯       | 期間通算         | 期間通算         |
| 年度             | クラブ           | 背番号           | リーグ           | 出場             | 得点             | 出場             | 得点             | 出場             | 得点             | 出場             | 得点             |
| 日本             | 日本             | 日本             | 日本             | リーグ戦         | リーグ戦         | オーシャン杯     | オーシャン杯     | 全日本選手権     | 全日本選手権     | 期間通算         | 期間通算         |
| ---------------- | ---------------- | ---------------- | ---------------- | ---------------- | ---------------- | ---------------- | ---------------- | ---------------- | ---------------- | ---------------- | ---------------- |
| 2010-11          | 名古屋           |                  | Fリーグ          | ??               | ?                |                  |                  |                  |                  |                  |                  |
| 2011-12          | 名古屋           |                  | Fリーグ          | ??               | ?                |                  |                  |                  |                  |                  |                  |
| 2012-13          | 名古屋           |                  | Fリーグ          | ??               | ?                |                  |                  |                  |                  |                  |                  |
| 2013-14          | 名古屋           |                  | Fリーグ          | 31               | 13               |                  |                  |                  |                  |                  |                  |
| 2014-15          | 名古屋           | 12               | Fリーグ          | 27               | 11               |                  |                  |                  |                  |                  |                  |
| 2015-16          | 名古屋           | 12               | Fリーグ          |                  |                  |                  |                  |                  |                  |                  |                  |
| 通算             | 日本             | 日本             | Fリーグ          |                  |                  |                  |                  |                  |                  |                  |                  |
| 通算             | 日本             |                  |                  |                  |                  |                  |                  |                  |                  |                  |                  |
| 総通算           |                  |                  |                  |                  |                  |                  |                  |                  |                  |                  |                  |

## 参考情報
- 月刊グラン 2011年1月号 インタビュー掲載
- 月刊グラン 2014年10月号 インタビュー掲載